# Mouktélé (peuple)
Pour les articles homonymes, voir Mouktélé.
Les Mouktélé sont une population d'Afrique centrale vivant au nord du Cameroun dans les monts Mandara. Ils font partie du groupe kirdi. 

## Ethnonymie
Selon les sources et le contexte, on observe quelques variantes : Matal, Mouktélés, Muktele, Mukteles, Mukuhele.

## Langue
Leur langue est le mouktélé, une langue tchadique du groupe biu-mandara.